# City Lights (EP)
City Lights es el miniálbum debut del cantante surcoreano Baekhyun. Fue lanzado el 10 de julio de 2019 por SM Entertainment y contiene seis canciones, incluyendo el sencillo «UN Village».

## Antecedentes y lanzamiento
El 10 de junio de 2019, fue anunciado que Baekhyun debutaría como solista en julio del mismo año. El 20 de junio, el título del disco fue revelado y la fecha de lanzamiento. En el mismo día, inició la preventa de las versiones «Day» y «Night» del álbum. El 21 de junio, se anunció que Baekhyun colaboraría con el rapero Beenzino en la canción «Stay Up». El 2 de julio, dos imágenes teaser del EP fueron lanzadas, junto con un vídeo conceptual. En el mismo día, «UN Village» fue revelado como el sencillo del álbum, siendo descrita como una canción de amor. El 3 de julio, dos imágenes teaser adicionales fueron lanzadas, junto con los detalles del disco. El 4 de julio, la lista con los productores del álbum fue revelada, siendo estos Darkchild, The Stereotypes, Cha Cha Malone y LDN Noise. El 5 de julio, el primer teaser del videoclip fue lanzado. El 6 de julio, cuatro imágenes teaser fueron liberadas. El 7 de julio, otras cuatro imágenes fueron lanzadas. El 8 de julio, una previsualización de cada canción fue publicada. El 9 de julio, se publicaron tres imágenes adicionales. El 11 de julio, un vídeo detrás de escena de «UN Village» fue publicado en el canal de Baekhyun como un vlog. En el mismo día,  se reveló que la versión «Kinho» del disco sería lanzada el 19 de julio. El 12 de julio, una sesión en vivo del sencillo fue lanzada. Del 12 al 14 de julio, una sesión de fotos fue lanzada en las redes sociales de EXO.

## Composición y producción
«UN Village» es una canción romántica de R&B que combina ritmos maravillosos con letras sensacionales sobre un momento romántico que una pareja comparte bajo la luz de la luna de la colina de UN Village. «Stay Up» es una canción de R&B de ensueño en colaboración con Beenzino con letras que llaman la atención al mencionar noches especiales con su amor en narraciones sexys. «Betcha» se describe como una canción de R&B hip hop con ritmos urbanos con letras que cuenta la historia de una actitud linda, pero segura de un hombre que confía en que la otra persona está destinada al amor. «Ice Queen» es una canción de R&B con un ritmo sofisticado y una melodía pegadiza con letras sobre ganar el corazón frío de las chicas con calidez. «Diamond» es una balada de R&B con letras que comparan el amor por una persona con un diamante que brilla intensamente. «Psycho» es una canción de pop electrónica que expresa el ser interior de un hombre perdido entre emociones confusas.

## Promoción y actuación en vivo
El 10 de julio, Baekhyun realizó un showcase privado para City Lights, donde interpretó «UN Village» por primera vez a los medios, antes del lanzamiento del álbum. En el mismo día,  realizó otro showcase para sus fanes en el cual habló sobre la producción del álbum e interpretó «UN Village», «Betcha» y «Ice Queen».
Baekhyun empezó a promocionar el disco en Music Bank a partir del 12 de julio..

## Éxito comercial
El 9 de junio, se reveló que el álbum vendió 401.454 copias en su preventa en ocho días, convirtiéndose en el álbum en solitario más vendido en Corea del Sur desde 7th Issue (2004) por Seo Taiji. El EP vendido 1.000 copias en los Estados Unidos según Nielsen Música.

## Lista de canciones
Créditos adaptados a través de Melon.

| N.º   | Título                         | Letras                   | Música         | Arreglo         | Duración |  |
| 1.    | «UN Village»                   | LIØN                     | LIØN           | dress           | 3:55     |  |
| 2.    | «Stay Up» (featuring Beenzino) | JQ                       | Cha Cha Malone | Cha Cha Malone  | 3:27     |  |
| 3.    | «Betcha»                       | Kenzie                   | Kenzie         | The Stereotypes | 3:21     |  |
| 4.    | «Ice Queen»                    | BAYLEE                   | Greg Bonnik    | LDN Noise       | 3:35     |  |
| 5.    | «Diamond»                      | Colde                    | Darkchild      | Darkchild       | 3:57     |  |
| 6.    | «Psycho» (bonus track)         | Seo Ji-eum (Jam Factory) | Zayson         | Zayson          | 3:25     |  |
| 21:41 |                                |                          |                |                 |          |  |

## Posicionamiento en listas

### Listas semanales
| Lista (2019)                          | Mejor posición |
| ------------------------------------- | -------------- |
| Australian Digital Albums (ARIA)      | 18             |
| French Digital Albums (SNEP)          | 20             |
| Japanese Hot Albums (Billboard Japan) | 8              |
| Lithuanian Albums (AGATA)             | 93             |
| South Korean Albums (Gaon)            | 1              |

### Lista anual
| Lista (2019)               | Mejor posición |
| -------------------------- | -------------- |
| South Korean Albums (Gaon) | 6              |

## Ventas
| Región         | Ventas  |
| -------------- | ------- |
| Corea del Sur  | 606 943 |
| China          | 271 386 |
| Japón          | 6668    |
| Estados Unidos | 4000    |

## Historial de lanzamiento
| País          | Fecha               | Formato          | Discográfica     |
| ------------- | ------------------- | ---------------- | ---------------- |
| Corea del Sur | 10 de julio de 2019 | CD               | SM Entertainment |
| Varios        | 10 de julio de 2019 | Digital download | SM Diversión     |